# Txerokee, Mikel Laboaren Kantak
Txerokee, Mikel Laboaren Kantak (que en español significa «Cheroqui, canciones de Mikel Laboa») es el título de un álbum tributo al cantautor vasco Mikel Laboa. La iniciativa del álbum fue de Xabier Montoia, quien por entonces militaba en el grupo de rock M-ak.
Montoia se puso en contacto con jóvenes grupos de rock interesados. La primera canción que se editó de algunos de ellos fue en este disco.

## Lista de canciones
| #   | Canción                               | Traducción                           | Intérprete        |
| 1.  | «Haika mutil»                         | «Levántate, muchacho»                | Su Ta Gar         |
| 2.  | «Gaberako aterbea»                    | «Refugio nocturno»                   | Negu Gorriak      |
| 3.  | «Ama hil zaigu»                       | «Ha muerto mi madre»                 | Bukaera           |
| 4.  | «Ituringo arotza»                     | «El carpintero de Ituren»            | Pottoka           |
| 5.  | «Baga, biga, higa»                    | «Uno, dos, tres»                     | Kiowak            |
| 6.  | «Txoria txori (Lekeitio)»             | «El pájaro (es) pájaro»              | Angel G. K.       |
| 7.  | «Haika mutil»                         | «Levántate, muchacho»                | Karkaxa           |
| 8.  | «Baztan»                              | «Baztan»                             | Delirium Tremens  |
| 9.  | «Gogo eta gorputzaren zilbor hesteak» | «Cordón umbilical del cuerpo y alma» | BAP!!             |
| 10. | «Zaude lasai»                         | «Estate tranquilo»                   | M-ak              |
| 11. | «Lekeitioruntz»                       | «Hacia Lekeitio»                     | Tapia eta Leturia |

- Datos: Q11704811